# Liste der Kulturdenkmäler in Schauren (bei Blankenrath)
In der Liste der Kulturdenkmäler in Schauren sind alle Kulturdenkmäler der rheinland-pfälzischen Ortsgemeinde Schauren aufgeführt. Grundlage ist die Denkmalliste des Landes Rheinland-Pfalz (Stand: 21. September 2023).

## Einzeldenkmäler
| Bezeichnung                        | Lage                    | Baujahr         | Beschreibung                                                 | Bild            |
| ---------------------------------- | ----------------------- | --------------- | ------------------------------------------------------------ | --------------- |
| Katholische Kapelle Jungfrau Maria | Brühlgasse 8 Lage       | 1796            | Saalbau, 1796                                                | Fotos hochladen |
| Quereinhaus                        | Hauptstraße 29 Lage     | 18. Jahrhundert | Quereinhaus; Fachwerkhaus, teilweise massiv, 18. Jahrhundert | BW              |
| Wegekapelle                        | nördlich des Ortes Lage | 19. Jahrhundert | Wegekapelle, Saalbau, 19. Jahrhundert                        | BW              |